# 朝鮮跳棋
朝鮮跳棋（韓語：문살고누），是流傳於韓國的兩人跳棋遊戲，與雷州跳棋差別在前者可跳過己方棋。

朝鮮跳棋棋盤

## 棋具
- 棋盤為五橫五豎的橫縱線交叉，另有東南-西北向、西南-東北向的斜線各三條，組成共二十五個棋點。

- 以兩色棋子區分敵我，每方棋子五枚。

## 規則
- 棋子皆放在棋點上。每方棋子放在離己方最近的底橫列上。
  - 任何棋子皆須沿線移動。

- 每回合玩家可用一枚己棋選擇二種行動之一：
  - 跳行與跳吃：跳過一枚鄰點的任何方棋落到同方向的緊連空點，可連跳，可改變方向。移動結束後，再將所有跳過的敵棋移出棋盤，才回合結束。
  - 走子：移動到空鄰點。

- 消滅所有敵棋者獲勝[2]。

## 變體
- 棋盤改為四橫四豎的橫縱線交叉，每個方形皆有兩條對角線。每方七枚棋子放在離己方最近的底、次底橫列上。其餘規則皆相同[3]。

## 外部連結
- 韓國傳統棋類介紹[永久]
- 遊戲影片[永久]